# Николай Николов-Зиков
Николай Николов-Зиков (известен и само като Николай Зиков) е български художник, скулптор и рекламист. Картините му са притежание на частни колекции и галерии в България и чужбина.

## Биография
Роден е в София на 7 август 1946 г., в семейството на Петър Атанасов-Зиков и Надежда Евтимова. През 1967 г. завършва Художествената гимназия, а през 1974 г. Декоративно-монументална живопис в Художествената академия в класа на проф. Мито Гановски.
След завършването си Николай Зиков участва в първите си изложби. Най-характерни сред произведенията му са сюрреалистичните сюжети и пейзажите със скали. През 1977 г. неговата картина „Политическа песен“ провокира спорове по време на обща художествена изложба в Добрич (тогава Толбухин), тъй като включва изображение на художника сюрреалист Салвадор Дали, когото комунистическите режими недолюбват. Въпреки това критиките са благосклонни: „Друга част от младите живописци (Николай Зиков) са силно повлияни от възможностите за въздействие, които предоставят фотографията, киното, телевизията… В техните творби остро се чувствува съвременността – не само като документ или цитат, но и като цялостно отношение към композицията, което повишава асоциативното възприятие. И твърдя, че стремежът да се възбуди и активизира съзнанието на зрителя е успешен.“ (Чавдар Попов).
Следващият скандал е през 1979 г., когато неговата картина „Балада за българина“ не е допусната до участие в изложба с обвинението, че е фашистка. Наместо да се съобрази с изискванията на режима обаче, Николай Зиков рисува нова, още по-провокативна картина, която нарича „Обикновен социализъм“. Предлага я за участие на международната младежка изложба, която трябва да се проведе през 1980 г. в София. Платното, разбира се е отхвърлено, като художникът е привикан от службите и му е казано, че повече никакви негови картини няма да бъдат излагани. През следващите години той създава цикъла „ХХ век“, сюрреалистични картини с антитоталитарни послания, упорито се опитва да ги вкара в изложби, но всеки път получава отказ.
От 1981 г. Николай Зиков работи в маркетинговия отдел на външнотърговската компания „Машиноекспорт“. През следващите години той разработва много авангардни рекламни продукти, предназначени за пазара във Франция, Италия, Германия и Великобритания.
По същото време Николай Зиков се изявява и в областта на декоративно-монументалните изкуства – металопластики, мозайки, скулптура, фрески и т.н. Сред реализираните му проекти са 3 мозайки на фасадата и металопластика в залата за художествена гимнастика на стадион „Георги Аспарухов“ в София; металопластика и мозайка в басейна „Спартак“ в София; мозайки и скулптури на лъвски глави в Чифте баня в Кюстендил; релеф на Радон Тодев в Банско (в колектив); кръгла металопластика, декоративни стени от камък и метал и стъклописи в Смядово; две металопластики в Божурище; две металопластики на фасадата на Културно-информационния център в курорта Албена; мозайка в Мадан (в колектив) и др.
Когато през 1988 г. в България е създаден първият независим профсъюз „Подкрепа“ (по модел на полската „Солидарност“), Николай Зиков става негов учредител и изработва логото му – една от най-характерните емблеми от периода на прехода. По този повод той е уволнен и остава без работа. След промените от 1989 г., Николай Зиков създава рекламна агенция, работеща освен в областта на визуалната реклама и в архитектурния дизайн, синтеза в интериора и екстериора и декоративно-монументалните изкуства.
През последните години Николай Зиков приоритетно се насочва към скулптурата. Негово дело са пластичните икони на свети Иван Рилски за фасадата и аулата на „Минно-геоложкия университет“ в София (2002 г.); скулптурната композиция „Ян Бибиян и дяволчето Фют“ в градинката „Баня Мадара“ (2006 г.); Паметника на загиналите летци в небето над София – 1943 – 44 г. в градинката на 14-а поликлиника (2007 г.); мемориалната плоча за лекарите и студентите медици, жертви на комунистическия терор на фасадата на Първа градска болница в София (2010 г.). През 2009 г. Николай Зиков, в колектив със сина си Стоян Николов-Зиков, печели трето място на организирания от Столична община конкурс за Паметник на жертвите на комунистическите режими по света, а през 2010 г. отново трето място на организирания от община Троян конкурс за паметник на Иван Хаджийски.
През 2008 г. Николай Зиков подкрепя Инициативен комитет от членове на Съюза на българските художници, който се обявява срещу проект за нова сграда на Художествената академия, който би разрушил хармоничния, естетически и духовен замисъл на първостроителите.
През 2020 г. Николай Зиков организира първата си самостоятелна изложба в столичната галерия „Средец“. Експозицията е наречена „ХХ век“ и включва единствено творби, създадени през 70-те и 80-те години. На изложбата е представен и албум с негови картини, съставен от изкуствоведа Людмил Веселинов. През 2021 г. негови произведения са включени в изложбата „Антисистемната нормалност“, която показва картини и скулптури на художници-дисиденти, поставени в изолация от комунистическия режим през 70-те и 80-те години. Отново през 2021 г., в галерия „Сан Стефано“, Зиков представя втора самостоятелна изложба с портрети, наречена „Образи“.
Николай Зиков е женен за д-р Галина Шопова, имат двама сина – Петър Николов-Зиков и Стоян Николов-Зиков.

## Самостоятелни изложби
- 2020 г. „ХХ век“ в галерия „Средец“
- 2021 г. „Образи“ в галерия „Сан Стефано“

### За него
- Николай Николов-Зиков. Сборник, съст. Л. Веселинов, A&T Publishers, 2020
- Иванова, Р., Преклонение пред земята на българина, в. „Вечерни новини“, бр. 7824, 1977
- Йосифова, Б., Изкуство на непреходни ценности, в. „Пулс“, бр. 8, 1977
- Ковачевски, Хр., Ярки върхове на художествено и идейно обобщение, в. „Отечествен фронт“, бр. 10184, 1977
- Пепеланова, Р., Родство с народната съдба, в. „Народна култура“, бр. 4, 1977
- Попов, Ч., Изкуството отива към зрителя, в. „Народна младеж“, бр. 102, 1977
- Свинтила, Вл., Романтика, драматизъм, високо майсторство, в. „Труд“, бр. 274 (9611), 1977
- Данаилов, Б., В търсене на свой почерк, в. „Пулс“, бр. 10, 1978
- Мирчева, Н., Живописта, в. „Народна култура“, год. XXI, бр. 7 (1715)
- Йорданов, Хр., Монумент в памет на летците-изтребители, в. „Софийски вестник“, бр. 5 (98), 2007
- Лилков, В., Паметта българска оживява в мрамор и бронз, в. „Софийски вестник“, (безплатно извънредно издание), 2007
- Венелина Маринова. Как соццензурата допусна портрет на Салвадор Дали на изложба в Толбухин, Факти, 5 октомври 2020
- Люба Иванова. Забраненият майстор, който се завърна, Flash news, 12 октомври 2020
- Най-странната картина, посветена на 1300-годишнината от основаването на българската държава, Tribune, 19 октомври 2020
- Галерия „Средец“ събра антисистемните класици на едно място Архив на оригинала от 2021-09-16 в Wayback Machine., Варна утре, 4 май 2021
- Теодора Георгиева. Как в „Млечният бар“ художникът Николай Зиков „се заобича“ с цензурата, Banker Special, юни 2021

### От него
- Николай Николов-Зиков: Живописта ми не е авангардна, а реакционна, Гласове, 12 октомври 2020
- Николай Николов-Зиков: Когато един художник рисува портрет, той рисува Бога, Гласове, 14 юни 2021